# Jakub Mrozik
Jakub Mrozik (ur. 21 czerwca 1993 w Bydgoszczy) – polski piłkarz grający na pozycji pomocnika w Bruk-Becie Termalice Niecieczy.

## Kariera piłkarska
Wychowanek Polonii Bydgoszcz, jako junior występował też w Liderze Włocławek. W latach 2011–2013 był zawodnikiem Nielby Wągrowiec, w której barwach grał w II i III lidze. W sezonie 2013/2014 był graczem Chojniczanki Chojnice (wypożyczenie), w której rozegrał 24 mecze i strzelił dwa gole w I lidze.
W czerwcu 2014 podpisał roczną umowę z Cracovią z opcją przedłużenia o kolejne dwa lata. W Ekstraklasie zadebiutował 20 września 2014 w przegranym meczu z Piastem Gliwice (2:4), w którym zmienił w 76. minucie Damiana Dąbrowskiego. W barwach Cracovii wystąpił jeszcze w jednym spotkaniu, a w lutym 2015, wobec niewywalczenia sobie miejsca w pierwszym składzie krakowskiej drużyny, trafił na zasadzie transferu definitywnego do Chojniczanki Chojnice. Przez kolejne dwa lata rozegrał w niej 40 meczów i zdobył jedną bramkę (7 marca 2015 w spotkaniu z Chrobrym Głogów).
W styczniu 2017 podpisał półtoraroczny kontrakt z Koroną Kielce z opcją przedłużenia o kolejny rok. W kieleckim zespole zadebiutował 11 lutego 2017 w przegranym meczu z Wisłą Kraków (0:2), w którym zmienił na początku drugiej połowy Vanję Markovicia. W rundzie wiosennej sezonu 2016/2017 rozegrał dziewięć spotkań w Ekstraklasie. W sezonie 2017/2018 wystąpił jedynie w meczu Pucharu Polski z Zagłębiem Sosnowiec (2:1). Na początku września 2017 rozwiązał za porozumieniem stron kontrakt z kieleckim klubem. W październiku 2017 podpisał umowę z Bruk-Betem Termaliką Nieciecza.
| Sezon                   | Klub                         | Rozgrywki      | Mecze | Bramki |
| ----------------------- | ---------------------------- | -------------- | ----- | ------ |
| 2010/2011 (w)           | Lider Włocławek              | Klasa okręgowa |       |        |
| 2011/2012               | Nielba Wągrowiec             | II liga        | 26    | 1      |
| 2012/2013               | Nielba Wągrowiec             | III liga       | 25    | 2      |
| 2013/2014 (j)           | Nielba Wągrowiec             | III liga       | 1     | 0      |
| 2013/2014               | Chojniczanka Chojnice        | I liga         | 24    | 2      |
| 2014/2015               | Cracovia                     | Ekstraklasa    | 2     | 0      |
| 2014/2015 (w)           | Chojniczanka Chojnice        | I liga         | 8     | 1      |
| 2015/2016               | Chojniczanka Chojnice        | I liga         | 20    | 0      |
| 2016/2017 (j)           | Chojniczanka Chojnice        | I liga         | 12    | 0      |
| 2016/2017               | Korona Kielce                | Ekstraklasa    | 9     | 0      |
| 2017/2018 (j)           | Korona Kielce                | Ekstraklasa    | 0     | 0      |
| 2017/2018               | Bruk-Bet Termalica Nieciecza | Ekstraklasa    | 4     | 0      |
| Stan na 18 grudnia 2017 |                              |                |       |        |